# Tour TBR
Der Tour TBR (niederländisch: TBR-toren, deutsch: TBR-Turm), auch Belgacom Brussels District Tower genannt, ist ein Hochhaus im Quartier Nord, dem zentralen Geschäftsviertel der belgischen Hauptstadt Brüssel. Das Gebäude befindet sich am  Boulevard Du Roi Albert II, gegenüber dem World Trade Center, dem Tour Zénith und dem Ellipse Building. Der Bahnhof Brüssel Nord liegt in unmittelbarer Nähe. Seit 2012 wird das Gebäude unter dem Projektnamen Brussels Tower umgebaut.

## Geschichte
Das Gebäude wurde im Laufe der 1970er Jahre, als Teil des Manhattanplans, erbaut. Es hat eine Höhe von 84 Metern die sich auf 23 Etagen verteilen, somit ist es eines der höchsten Gebäude in Brüssel und zählt auch zu den höchsten Gebäuden des Landes. Der Turm steht, wie die Türme des World Trade Centers, auf einem etwa 10 Meter hohen Sockel, der den gesamten Straßenblock einnimmt. Es gibt zwei weitere unterirdische Etagen in der sich 389 Parkplätze befinden.
Erster Pächter war R.T.T., ein Telekommunikationsunternehmen, das nun als Proximus bekannt ist und dessen neues Hauptquartier (Proximus Towers) sich in direkter Nachbarschaft zum Tour TBR befindet.
2006 wurden Pläne veröffentlicht, um das schon seit Jahren leerstehende Gebäude zu renovieren. Ziel war eine Modernisierung des Gebäudes und eine Erhöhung der Bürofläche; dies sollte unter anderem durch eine Aufstockung des Turms auf 46 Etagen geschehen. Das Projekt bekam den Namen Brussels Tower. Nach Protesten der Anwohner wurden die Pläne von der Stadt Brüssel jedoch abgewiesen.
2012 wurden neue Pläne veröffentlicht, die bereits von der Stadt genehmigt wurden. Laut Plan bleibt die Höhe des Turms bei 84 Metern, jedoch wird aus dem gesamten Straßenblock ein Hochhaus, wobei der bereits bestehende Sockel mit dem neuen Design verschmelzen soll. Um den wuchtigen Eindruck des Gebäudes zu verringern, ist eine Art Freiraum zwischen den verschiedenen Sektoren des Gebäudes eingeplant. Diesem Design verdankt es auch dem Spitznamen Tetristoren (Tetris-Turm), da das Design stark an die Spielsteine des Spiels Tetris erinnert.

## Weblinks

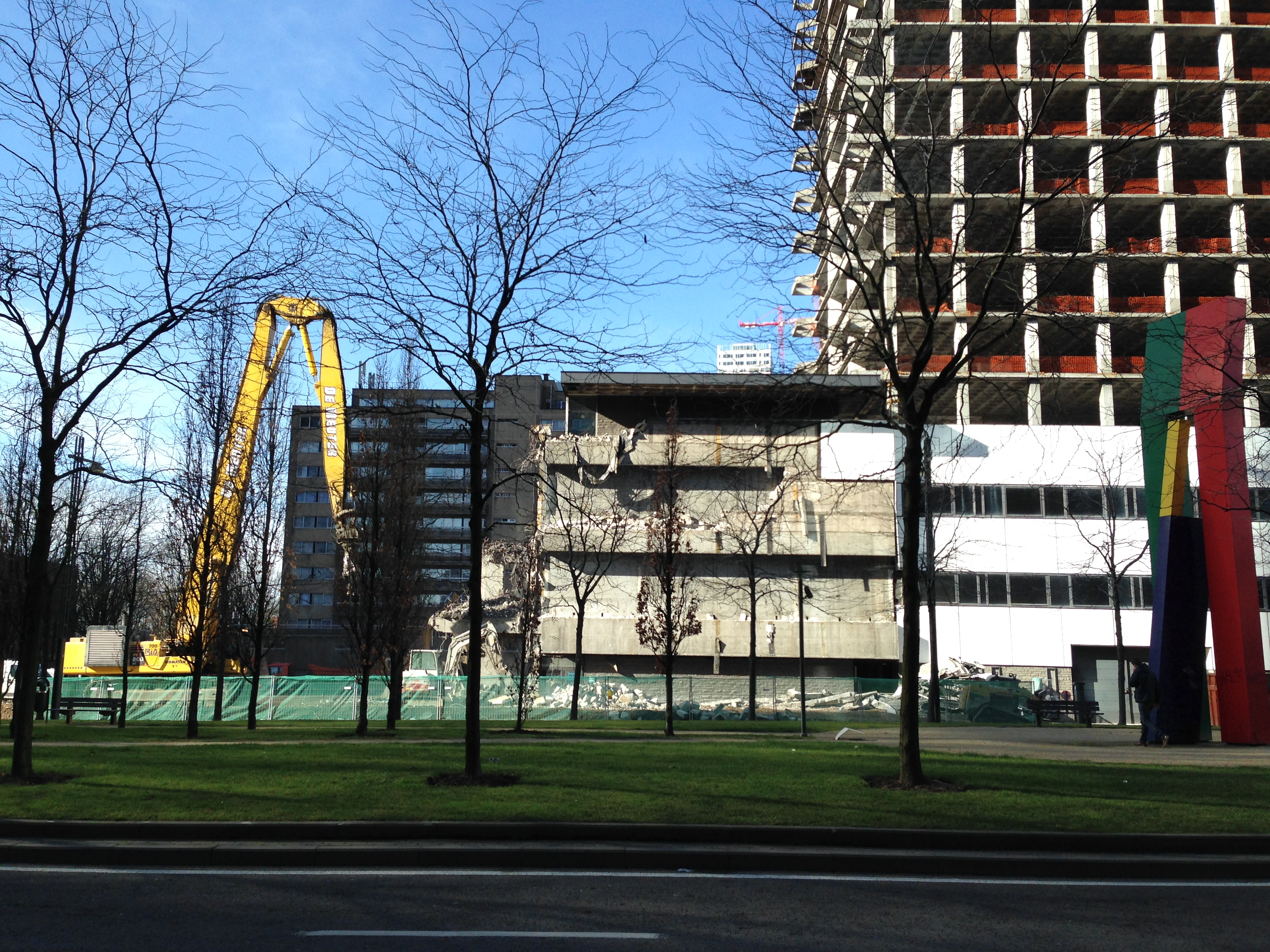
Abbrucharbeiten an dem Gebäude
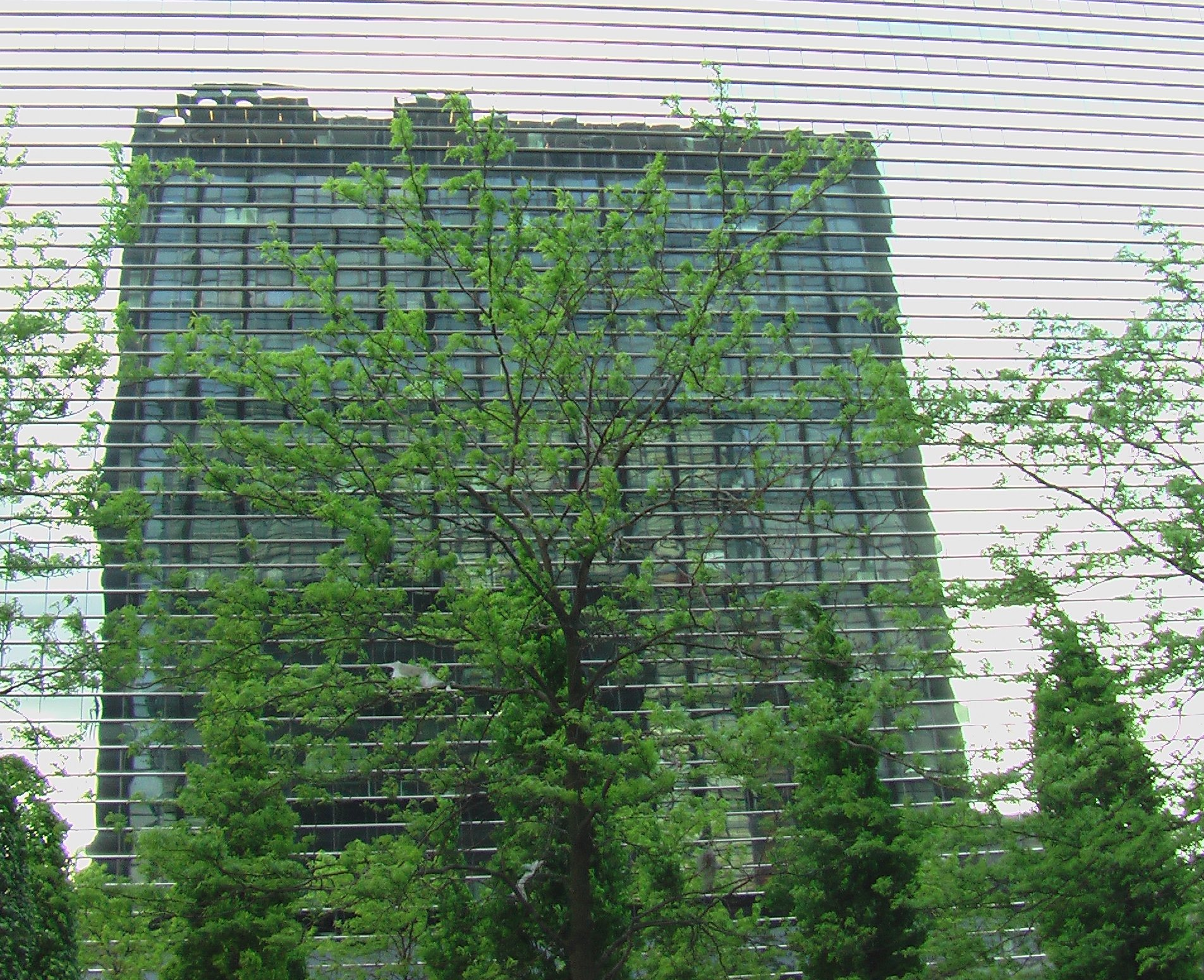
Die Spiegelung des Tour TBR im benachbarten Ellipse-Gebäude